# Brasil Pandeiro
"Brasil Pandeiro" é um samba-exaltação composto por Assis Valente, onde o autor baiano exalta o samba e o povo brasileiro. Junto a "Recenseamento", havia sido composta especialmente para Carmem Miranda, então recém-chegada dos Estados Unidos em 1940. A canção adquiriu grande reputação tardia sob a regravação dos Anjos do Inferno. Anos mais tarde, foi popularizada e regravada pelos Novos Baianos em 1972 no álbum Acabou Chorare, sob a sugestão do mentor do grupo João Gilberto.
"Brasil Pandeiro" é quase um hino compatível à "Aquarela do Brasil" que, inclusive, possui um motivo rítmico do acompanhamento repetido na canção de Valente, com intenção de imitar o tamborim, e mostra que a escolha do pandeiro como instrumento enquanto adjetivo da nação eleva a batucada ao patamar de valor cultural relevante, pertencente ao domínio dos personagens do mundo do samba.

## Contexto

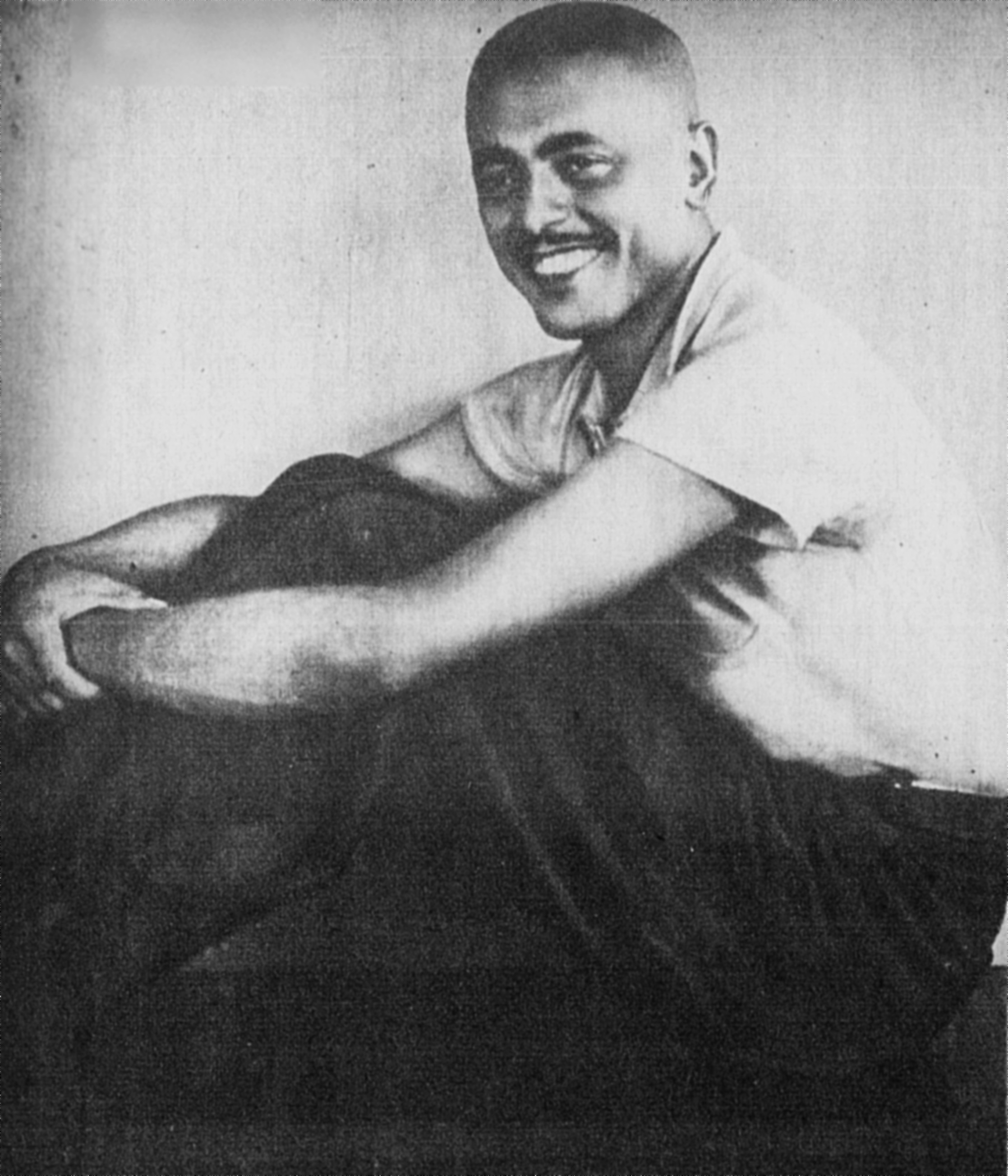
Assis Valente (1938).

Em 1940, chegando dos Estados Unidos ao Brasil, Carmem Miranda, no auge de sua fama, recebeu várias composições. Entre elas, "Recenseamento" e "Brasil Pandeiro", de Valente. Ela gravou essa primeira, mas, sobre a outra, disse: "Assis, isso não presta. Você ficou borocoxô." A atitude de Carmem Miranda foi criticada por pessoas ligadas ao compositor, como o jornalista Enéas Viany, que em 24 de junho de 1941 escreveu:
"(...) Apesar de minha pouca projeção pessoal, procurei sempre elevar o nome dessa portuguesinha que guardava no peito um coração brasileiro. (...). Os Anjos do Inferno gravaram, há pouco, o samba "Brasil Pandeiro", de autoria de Assis Valente, compositor de várias músicas de sucesso e que tentou contra a existência em dias de maio findo, por estar em dificuldade de vida. Essa composição ele reservara para Carmen. Queria presenteá-la como uma homenagem introdutora de alguns de seus hits. Ela examinou a música e recusou. (...) Ingratidão sim! Ainda que o samba estivesse destinado ao fracasso, ela deveria olhar para o passado e aceitá-lo. (...) A pequena dos balangandãs com sua atitude perdeu um amigo brasileiro (...). Não valia grande coisa... Mas é sempre melhor contar com amigos incondicionais... E eu pertencia a essa classe. De agora em diante não mais acreditarei na sua inocência, quando um colega lhe fizer acusações."

## Interpretação
A canção, de 1940, faz referência ao sucesso da música brasileira - em especial o samba - que atingia o público norte-americano na voz e nas películas da cantora luso-brasileira Carmem Miranda - um amor antigo do próprio Assis Valente.
E não apenas isto: Valente conclama o brasileiro, eminentemente mestiço, como ele próprio, a reconhecer seus próprios valores, nos versos do poeta, que conclui:
“Chegou a hora dessa gente bronzeada mostrar seu valor
Eu fui à Penha e pedi à padroeira para me ajudar
Salve o Morro do Vintém, pendura a saia que eu quero ver
Eu quero ver o Tio Sam tocar pandeiro para o mundo sambar“
A canção ainda evoca, em forma de oração:
"Brasil, esquentai vossos pandeiros
Iluminai os terreiros
Que nós queremos sambar"

## Versões

### Anjos do Inferno
Rejeitada por Carmem Miranda, "Brasil Pandeiro" terminou sendo gravada pela primeira vez pelos Anjos do Inferno, naquele mesmo ano de 1940, para a Columbia Records. Segundo escrevem os autores, a gravação foi "um dos pontos altos dessa produção, embora os próprios contemporâneos do compositor estivessem de acordo em relação aos modestíssimos recursos do seu violão e à voz quase sempre desafinada do autor". De qualquer forma, terminou sendo um dos maiores sucessos do grupo.

### Novos Baianos
O grupo Novos Baianos regravou a canção em 1972, no álbum Acabou Chorare. A gravação de "Brasil Pandeiro" pelo grupo foi influenciada pelo músico João Gilberto, que fez-lhes uma visita enquanto estavam no Rio de Janeiro, e, notando seu estilo elétrico, aconselhou-os a levar "o caminho de volta para casa", a encontrarem suas raízes, a "voltarem-se para dentro de si mesmos". Esta sugestão quase espiritual foi dada por Gilberto junto a proposta de regravarem "Brasil Pandeiro". Como contou Moraes Moreira em 2010,
"Estávamos influenciados pelo rock, ouvíamos muito Jimi Hendrix, Janis Joplin, todas aquelas bandas dos anos 70. Mas foi ali, com o João Gilberto, que a gente acordou para o samba. Quando ele nos mostrou "Brasil Pandeiro", do Assis Valente – chegou a hora dessa gente bronzeada mostrar o seu valor –, entendemos qual era a mensagem dele. Começamos a incorporar no nosso som o cavaquinho, o pandeiro, tudo isso, sem perder a pegada do rock. Era samba com energia de rock. Foi isso que fez os Novos Baianos chegar diferente. Fizemos o disco Acabou Chorare, foi um marco."
Foi a primeira canção (e a única) do disco sem ser da autoria do grupo que eles gravaram.
Trata-se de uma versão mais carregada com arranjos de craviola de Pepeu Gomes, e vocais que são executados por Baby Consuelo, Moraes Moreira e Paulinho Boca de Cantor, cada um cantando um verso.
A versão dos Novos Baianos é considerada uma das mais bem elaboradas regravações da música. Como escreve Yara Caznok, foi uma "pena" que Assis Valente "não tivesse vivido o bastante para desfrutar da gloriosa regravação" deles.
Ficha técnica
Ficha dada por Maria Luiza Kfouri:
- Baby Consuelo: voz, afoxé
- Moraes Moreira: voz, violão
- Paulinho Boca de Cantor: voz, pandeiro
- Baxinho (José Roberto): bumbo
- Dadi Carvalho: baixo elétrico
- Jorginho Gomes: cavaquinho
- Pepeu Gomes: craviola, violão